# Герб Мексики
Герб Мексики — важливий символ мексиканської політики та культури протягом багатьох століть. Остання версія герба затверджена 16 вересня 1968 року.
Герб зображує сидячого на кактусі мексиканського беркута, який пожирає змію. У ацтеків зображення мали глибокі релігійні конотації, але для європейців це лише символ тріумфу добра над злом.

## Легенда Теночтітлану
Згідно з індіанськими переказами, бог сонця Віцилопочтлі наказав ацтекам оселитися в тому місці, де їм зустрінеться орел, що сидить на високому кактусі та тримає в дзьобі змію. Індіанцям вдалося знайти таку місцевість, яка повністю відповідала опису, і вони вирішили заснувати своє місто Теночтітлан в мальовничій долині на західному березі озера Тескоко. Ця легенда знайшла своє відображення на прапорі та гербі Мексики.